# Ernest Gabard
Pour les articles homonymes, voir Gabard.
Ernest Gabard, né à Pau le 19 mai 1879 et mort dans la même ville le 7 avril 1957, est un sculpteur et aquarelliste français. 
Il connaît la célébrité avec son personnage dessiné, créé en 1907, Caddetou, « naïf et roublard, nez busqué, menton en galoche, cheveux blancs et béret vissé sur la tête », représentant le paysan béarnais avant la guerre de 1914. Après guerre, il réalise une quinzaine de monuments aux morts dont certains de facture pacifiste.

## Biographie
Très jeune, Ernest Gabard perd ses parents. Orphelin, il est, avec son frère et ses sœurs, recueilli et élevé par son oncle et sa tante, les époux Lalande. À dix-sept ans, il quitte le Béarn pour suivre les cours de l'École des Beaux-Arts, à Paris. Il est l'élève de Gabriel-Jules Thomas et suit les cours d'anatomie de Cuyer. Il fréquente aussi l'atelier d'Auguste Rodin sans toutefois être un de ses exécutants. Déçu par la vie parisienne, il décide de revenir vivre et travailler à Pau.
À vingt-deux ans, il se marie avec une Béarnaise, ils ont deux filles et un garçon. En 1914, âgé de trente-cinq ans, Ernest Gabard est mobilisé avec le grade de caporal au 143e régiment d'infanterie territoriale.

## Œuvres
Plusieurs de ses œuvres ornent la ville de Pau : La Fontaine aux enfants sur le boulevard des Pyrénées, La Femme au puits de la rue Henri-Faisans.
Ernest Gabard invente, avec humour, un personnage de bande dessinée, le Caddetou, un paysan béarnais, roublard et pittoresque, coiffé d'un béret, chaussé de sabots, avec une blouse large et son parapluie. Vers 1910, Ernest Gabard  compose avec ce personnage un ouvrage comprenant 25 planches, qui sort en librairie, intitulé Las Heytes de Caddetou en béarnais, soit Les Aventures de Caddetou. Puis ce sont des cartes postales humoristiques avec des légendes en béarnais, traduites en français publiées chez Carrache (Paris) : Caddetou se marie, Caddetou s'est remarié, Caddetou se fait photographier. Caddetou jouait aux quilles de neuf.
Passionné d'aviation, il réalise dans ce contexte affiches, statuettes, coupes et trophées, dont la fameuse Coupe Schneider (1911-1912).
Il s'implique aussi dans l'art religieux ; son chemin de croix de l'église Notre-Dame de Pau est célèbre.
Il est mobilisé pendant la guerre 1914-1918. Sergent au 270e R.I., il y peint, sur un carnet, 42 aquarelles évoquant la vie au front en Argonne à la veille de la bataille de Verdun. Il réalise également une série de cartes postales. 
Après la guerre, ce patriote réalise une quinzaine de monuments aux morts dans sa région. Ces monuments, pour la plupart d'inspiration pacifiste, participent à la vision pacifiste sur la guerre : pleureuses à Assat et Sauveterre-de-Béarn, scènes de recueillement à Jurançon, Monein, Dax (Monument aux morts des anciens instituteurs landais), Igon et Mauléon-Licharre, soldat agonisant à Pontacq. Il réalise aussi le monument funéraire de Théodore Denis au cimetière Saint-Pierre de Dax.
Ernest Gabard est également l'auteur de la plaque commémorative aux deux pilotes Carayon et Meilhe apposée dans la chapelle Sainte-Jeanne-d'Arc de Lescar (dénommée aussi Chapelle Mémorial de l'Aviation et du Camp Guynemer).
Il a également participé aux décors intérieurs de l'église Saint-Joseph de Pau construite en 1934-1935  et de la chapelle Saint-Michel-Garicoïts de Lestelle-Bétharram où il réalisa en particulier la statue du saint Michel Garicoïts.

## Hommage
Son nom est donné au collège de Jurançon. Son nom est également donné à une résidence étudiante du Crous à Pau.

### Exposition
- Ernest Gabard, artiste et témoin de la Grande Guerre, Université de Pau et des Pays de l’Adour, Bibliothèque Droit- Lettres, du 2 octobre au 3 novembre 2014[15].